# Subocka
Subocka (1948 és 1981 között Donja és Gornja Subocka) falu Horvátországban Pozsega-Szlavónia megyében. Közigazgatásilag Lipikhez tartozik.

## Fekvése
Pozsegától légvonalban 43, közúton 58 km-re nyugatra, községközpontjától légvonalban és közúton 4 km-re délnyugatra, Nyugat-Szlavóniában, a Pakra és a Subocka-patakok közötti magaslatokon fekszik. Házai szétszórtan helyezkednek el a jobbára erdővel borított, hegyes területen. Keletről Donji Čaglić, északról Jagma és Dobrovac, délről Livađani falvak határolják. 

## Története
A térség a 16. század közepétől több mint száz évig török uralom alatt állt. A 17. század végétől a török kiűzése után a területre folyamatosan telepítették be a keresztény lakosságot. Subockát pravoszláv vallású vlach határőrökkel telepítették be, akik később szerbeknek vallották magukat. Az első katonai felmérés térképén „Dorf Wall. Subotska” néven találjuk. A 18. században a Subocka-patak alsó folyása mellé horvátok is települtek, akik külön falut alkottak. A két település Lipszky János 1808-ban Budán kiadott repertóriumában „Szuboczka (Wallachisch)” és „Szuboczka (Kroatisch)” néven szerepel.  Nagy Lajos 1829-ben kiadott művében „Suboczka (Walach.)”, illetve „Suboczka (Croat.)” néven összesen 201 házzal, 1008 lakossal találjuk. 
A katonai határőrvidék lakossága a katonai szolgálat fejében kiváltságokat élvezett a közeli, de nem a határőrvidékhez tartozó falvak lakosságával szemben, akik ugyancsak ilyen kiváltságokat igényeltek. Az elégedetlenség 1741-ben az ún. „Kisvlach felkelésben” (Malovlaška buna) vált tettlegessé. A felkelés fő ereje a szerbség volt, melyet pópáik vezettek. A legnagyobb felkelőcsoport Subockán gyűlt össze. Az elégedetlenséget végül 1743-ban a katonaság fojtotta el. A vezetőket kivégezték és fejeiket Pakrác falaira tűzték ki. Subockának már a 18. század végén volt temploma, mely az első katonai felmérés térképén jól látható. Ez valószínűleg egy pravoszláv fatemplom volt, mely az idők során tönkrement. 1891-ben új, falazott templomot építettek helyette.
A településnek 1857-ben 410, 1910-ben 724 lakosa volt. 1910-ben a népszámlálás adatai szerint lakosságának 99%-a szerb anyanyelvű volt. A gradiskai határőrezredhez tartozott, majd a katonai közigazgatás megszüntetése után Pozsega vármegye Pakráci járásának része volt. Az első világháború után 1918-ban az új szerb-horvát-szlovén állam, majd később (1929-ben) Jugoszlávia része lett. 1991-ben lakosságának 94%-a szerb nemzetiségű volt. A délszláv háború idején kezdetben szerb ellenőrzés alatt állt. Az Orkan-91 hadművelet keretében 1991. december 9-én foglalta vissza a horvát hadsereg. A szerb lakosság elmenekült. 2011-ben 12 lakosa volt.

## Lakossága
| Lakosság változása | Lakosság változása | Lakosság változása | Lakosság változása | Lakosság változása | Lakosság változása | Lakosság változása | Lakosság változása | Lakosság változása | Lakosság változása | Lakosság változása | Lakosság változása | Lakosság változása | Lakosság változása | Lakosság változása | Lakosság változása |
| ------------------ | ------------------ | ------------------ | ------------------ | ------------------ | ------------------ | ------------------ | ------------------ | ------------------ | ------------------ | ------------------ | ------------------ | ------------------ | ------------------ | ------------------ | ------------------ |
| 1857               | 1869               | 1880               | 1890               | 1900               | 1910               | 1921               | 1931               | 1948               | 1953               | 1961               | 1971               | 1981               | 1991               | 2001               | 2011               |
| 410                | 326                | 424                | 563                | 645                | 724                | 706                | 709                | 683                | 660                | 629                | 502                | 402                | 351                | 35                 | 12                 |

## Nevezetességei
Szent Gábriel főangyal tiszteletére szentelt pravoszláv parochiális templomát 1891-ben építették valószínűleg a régi fatemplom helyén. 1991-ben a délszláv háború idején a falut visszafoglaló horvát erők felgyújtották. A parókiához Jagma, Korita, Livađani, Kričke, Bair, Popovac és Brezovac falvak szerb lakossága tartozott.